# Hans Merensky

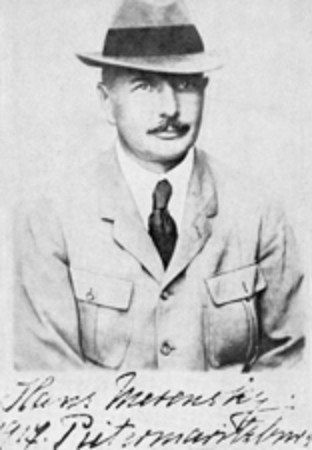
Hans Merensky (Pietermaritzburg, 1917)

Hans Merensky (* 16. März 1871 in Botshabelo, Transvaal; † 21. Oktober 1952 in Duiwelskloof, Transvaal) war ein deutschstämmiger südafrikanischer Geologe, Prospektor und Philanthrop. Er entdeckte einige der weltweit bedeutendsten Rohstofflagerstätten von Diamanten, Gold, Platin, Chrom, Kupfer und Phosphat in Südafrika.

## Leben
Hans Merensky wurde als Sohn von Alexander Merensky in der Missionsstation Botshabelo der Berliner Missionsgesellschaft, nahe Middelburg in Transvaal geboren. Schon früh entwickelte er ein Interesse an Mineralen, was später zu seiner Leidenschaft wurde. Im Jahre 1882, als er 11 Jahre alt war, zogen seine Eltern mit ihm nach Berlin, wo er die Schule beendete. Nach seinem Militärdienst arbeitete er ein Jahr im oberschlesischen Kohlebergbau. Danach begann Merensky sein Studium der Bergwissenschaften und Geologie an der Technischen Hochschule Breslau. Nach einem weiteren Praktikumsaufenthalt im Saar-Kohlebergbau setzte er seine Studienzeit an der Bergakademie Berlin mit dem Ziel fort, später als Bergreferendar zu arbeiten. Er legte jedoch die Prüfung zum Bergassessor ab. Seinen Doktortitel machte er an der Bergakademie Berlin. Danach begann er, für die preußische Bergbaubehörde im Oberbergamt Breslau zu arbeiten.
1904 ging er nach Südafrika, um einige geologische Untersuchungen in Transvaal zu leiten. Schon kurze Zeit später entdeckte er Zinn in der Nähe von Pretoria. Diese Entdeckung meldete er der Bergwerksgesellschaft Premier Diamond Mine hinsichtlich möglicher Bergbauaussichten. In der ersten Zeit in Südafrika prospektierte Hans Merensky für mehrere Bergbaugesellschaften, unter anderem bei Friedländer & Co., die ihn nach Madagaskar schickten, um einen angeblichen Goldfund bei Anosivola zu untersuchen, der sich jedoch als falsch herausstellte. Er kündigte seine Arbeitsstelle in Deutschland und zog nach Johannesburg, wo er ein erfolgreicher beratender Geologe wurde.
1909 besuchte er die Diamantenfelder von Deutsch-Südwestafrika und machte die umstrittene Vorhersage, dass man Diamanten an der Westküste und südlich des Oranje finden könne. 1914 verlor Merensky wegen des Krieges sein ganzes Vermögen und wurde im Feldlager von Fort Napier nahe Pietermaritzburg interniert, da er formell deutscher Reserveoffizier war. Während dieser finanziell schwierigen Jahre genoss er die Unterstützung von Sir George Albu.
1924 machte er den ersten Fund von Platin in einer Alluviallagerstätte auf der Farm Maandagshoek im Lydenburg-Distrikt, so dass sich seine finanzielle Situation bessern konnte. Auf der Suche nach der Primärlagerstätte des Platins entdeckte er eine Dunitpipe. Wenig später fand er das nach ihm benannte Merensky Reef. 1926 fand er Diamanten bei Alexander Bay. Daraufhin verkaufte Merensky seine Schürfanteile für 1.250.000 £ und gründete die Phosphate Development Corporation Ltd. (FOSKOR), um die Gewinnung von Phosphaten bei Phalaborwa zu leiten.
Mit einem Teil des Geldes kaufte er 1930 vom Gutsherrn Henning von Bülow (1868–1942), Enkel des Jaspar Friedrich von Bülow und Sohn des Staatsministers Alexander von Bülow, das Gut Rodenwalde in Mecklenburg, das er von dem bekannten Architekten Werner Cords-Parchim zu einem modernen Groß-Gut ausbauen ließ. Rodenwalde war einst ein Nebengut der größeren Begüterung Goldenbow und vor dem Besitzerwechsel 1.101 ha groß. In seinen letzten Jahren lebte er auf seiner Farm Westfalia, nahe Duiwelskloof in Transvaal, wo er mit großer Gastfreundschaft nationale Berühmtheiten und ausländische Würdenträger empfing.
Er teilte den größeren Teil seines Vermögens dem Hans Merensky Trust zu, um sicherzustellen, dass seine Projekte in Landwirtschaft, Gartenbau und Forstwirtschaft auf dem Westfalia-Gut nach seinem Tod fortgesetzt würden. Außerdem gründete er die Hans Merensky Library an der Universität Pretoria.

## Entdeckte Lagerstätten
- Alexander Bay, Namaqualand: reichste Ablagerungen von Schwemmlanddiamanten
- Lydenburg, Rustenburg und Potgietersrus: gewaltige Platin- und Chromlagerstätten, heute größte Platinminen der Welt
- Phalaborwa, Transvaal Lowveld: Phosphat- und Kupferlagerstätten
- Freistaat: Gold
- Jagdlust nahe Pietersburg: weltgrößte Chromlagerstätten

## Film
Das Leben von Hans Merensky wurde 2003/2004 als zweiteiliger Fernsehfilm mit Tim Bergmann in der Titelrolle unter dem Titel Der weiße Afrikaner verfilmt.